# Targoszów

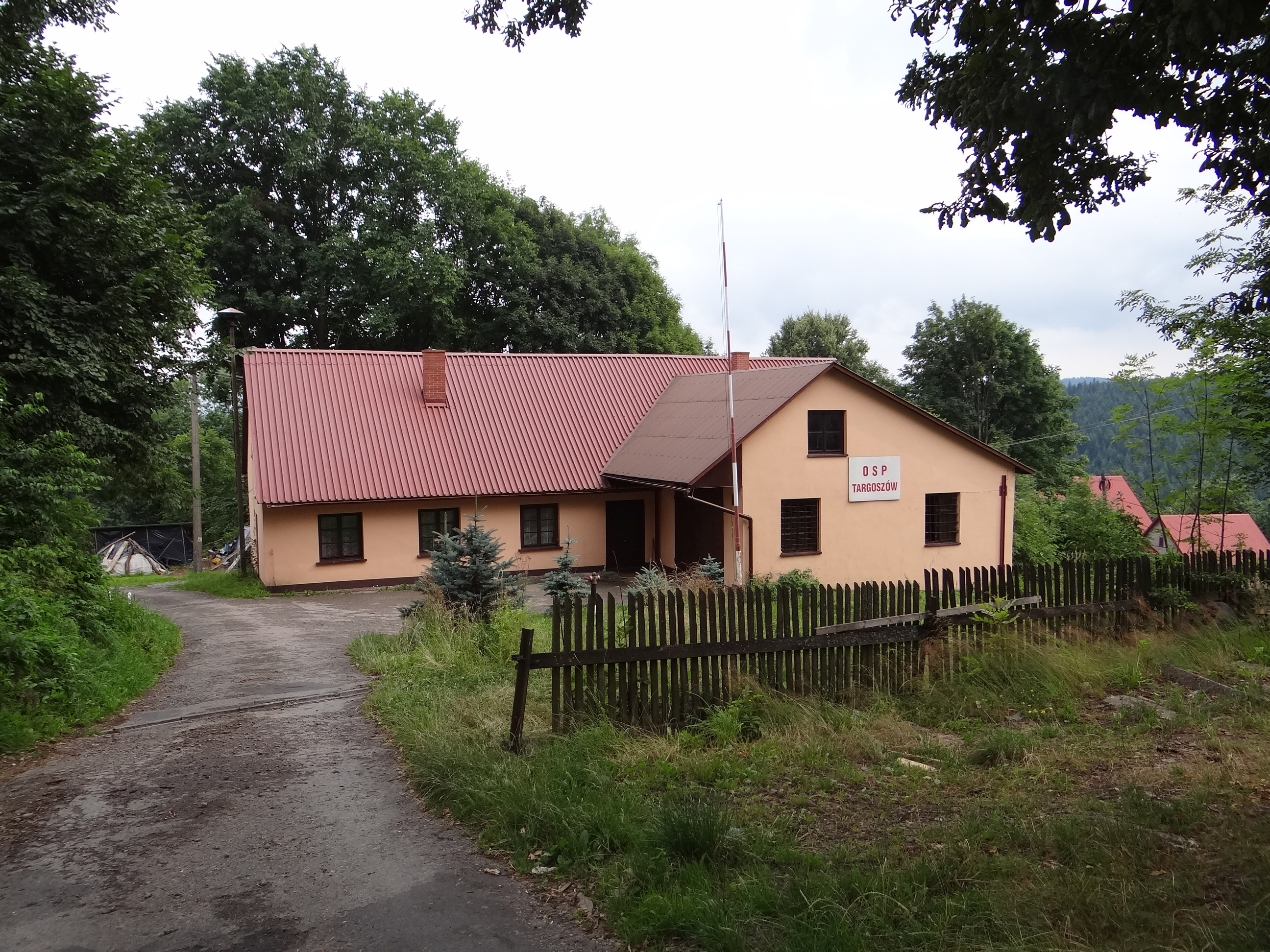
Feuerwehrhaus im Dorf

Targoszów ist eine Ortschaft mit einem Schulzenamt der Gemeinde Stryszawa im Powiat Suski der Woiwodschaft Kleinpolen in Polen.

## Geographie
Der Ort liegt in den Kleinen Beskiden. Die Nachbarorte sind Tarnawa Górna im Nordosten, Krzeszów im Südwesten, Las im Südwesten sowie Rzyki im Nordwesten.

## Geschichte
Der Ort entstand im 17. Jahrhundert als ein Weiler von Krzeszów, wurde zuerst Targosze genannt. Vom Anfang bis zum Zweiten Weltkrieg gehörte er zu den Gütern von Sucha Beskidzka der Familie Komorowski.
Bei der Ersten Teilung Polens kam das Dorf 1772 zum neuen Königreich Galizien und Lodomerien des habsburgischen Kaiserreichs (ab 1804).
1918, nach dem Ende des Ersten Weltkriegs und dem Zusammenbruch der k.u.k. Monarchie, kam Targoszów zu Polen. Unterbrochen wurde dies nur durch die Besetzung Polens durch die Wehrmacht im Zweiten Weltkrieg. Es gehörte dann zum Landkreis Saybusch im Regierungsbezirk Kattowitz in der Provinz Schlesien (seit 1941 Provinz Oberschlesien).
Von 1975 bis 1998 gehörte Targoszów zur Woiwodschaft Bielsko-Biała.